# 双港镇 (桐城市)
双港镇，是中华人民共和国安徽省安庆市桐城市下辖的一个乡镇级行政单位。

## 历史沿革
- 1992年3月，由原双铺乡、白果乡、练潭乡合并而成现双港镇，并沿用原双港区名称。

## 行政区划
双港镇下辖以下地区：
龙山村、双铺村、天城村、福桥村、长枫村、练潭村、徐杉村、福塘村、福华村、潘赛村、山明村、三友村、唐兴村、鸭子村、青城村、郑圩村、白果村、民畈村和南河村。